# Psilocybe apelliculosa
Psilocybe apelliculosa är en svampart som beskrevs av P.D. Orton 1969. Psilocybe apelliculosa ingår i släktet slätskivlingar och familjen Strophariaceae.  Arten är reproducerande i Sverige. Inga underarter finns listade i Catalogue of Life.